# 백용성 역 선한역 대방광불화엄경 원고
백용성 역 『선한역 대방광불화엄경』 원고는 대한민국 전북특별자치도 장수군 죽림정사에 있는 일제강점기의 원고이다. 2014년 10월 29일 대한민국의 국가등록문화재 제630호로 지정되었다.

## 개요
한글로 작성된『조선글화엄경』의 후속 보완한 것으로 한글 번역과 한문 원본을 실어서 대조하여 볼 수 있게 한 출판원고본이다.
우리말 번역문을 먼저 수록한 뒤 한문 원문을 수록함으로써 저자의 우리말 우선 정책과 주체 의식을 엿볼 수 있으며, 『조선글화엄경』과 함께 화엄학 연구의 초석이 되는 자료이다.

## 같이 보기
- 백용성

## 참고 자료
- 백용성 역 선한역 대방광불화엄경 원고 - 국가유산청 국가유산포털